# Bill Richards
William (Bill) Francis Caven Richards (* 28. März 1923 in Ottawa; † 28. Februar 1995 in Scarborough) war ein kanadischer Geiger und Komponist.

## Leben
Richard hatte Klavierunterricht bei Herbert Sanders und Violinunterricht bei David Shuttleworth und Jack Cavill. Er setzte die Violinausbildung bei Broadus Farmer (1939), Elie Spivak (1946) und Albert Pratz (in den 1950er Jahren) fort. Bereits im Alter von acht Jahren trat er im Rundfunk als Violinsolist auf. 1942 trat er in die Royal Canadian Navy ein und war von 1943 bis 1945 Mitglied bei Meet the Navy, einer Musikrevue der Navy.
Nach dem Krieg begann er eine Laufbahn als Studiomusiker und -produzent beim Rundfunk und Fernsehen. Im Rundfunk der CBC war er Moderator und Arrangeur der Shows Guest Time (954-59) und Trans-Canada Talent Show und 1959 Musikdirektor von Swing Easy. Ab 1958 war er 25 Jahre im Vorstand der Toronto Musicians’ Association und gab von 1965 bis 1977 deren Zeitschrift Crecendo heraus.
Neben einigen Filmmusiken komponierte Richards u. a. ein Flötenquartett (1964), sowie einige Fiddle-Stücke, von denen er zwei selbst auf Schallplatte einspielte. Mit dem Organisten Lou Snyder nahm er 1962 zwei LPs auf, außerdem ist er in Aufnahmen mit Musikern wie Moe Koffman, Catherine McKinnon, Anne Murray und Gordon Lightfoot zu hören.

## Quelle
- Bill Richards. In:  Encyclopedia of Music in Canada. herausgegeben von The Canadian Encyclopedia (englisch, französisch).

| Personendaten    | Personendaten                    |
| ---------------- | -------------------------------- |
| NAME             | Richards, Bill                   |
| ALTERNATIVNAMEN  | Richard, William Francis Caven   |
| KURZBESCHREIBUNG | kanadischer Geiger und Komponist |
| GEBURTSDATUM     | 28. März 1923                    |
| GEBURTSORT       | Ottawa                           |
| STERBEDATUM      | 28. Februar 1995                 |
| STERBEORT        | Scarborough                      |